# Andrena osychniukae
Andrena osychniukae är en biart som beskrevs av Osytshnjuk 1977. Andrena osychniukae ingår i släktet sandbin, och familjen grävbin. Inga underarter finns listade i Catalogue of Life.